# Grginac
Grginac – wieś w Chorwacji, w żupanii bielowarsko-bilogorskiej, w gminie Veliko Trojstvo. W 2011 roku liczyła 231 mieszkańców.